# Christuskirche (Gieselwerder)

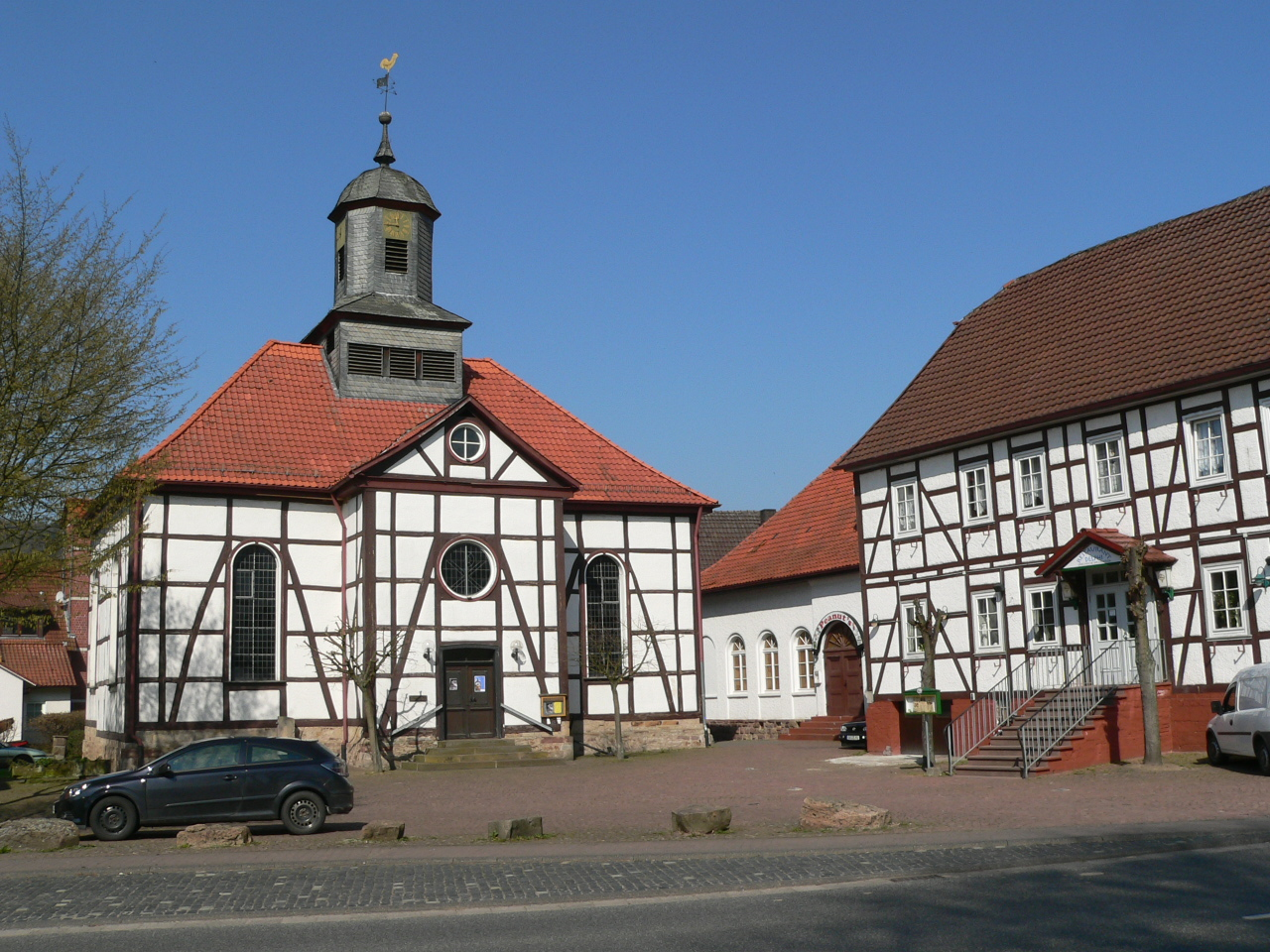
Christuskirche in Gieselwerder

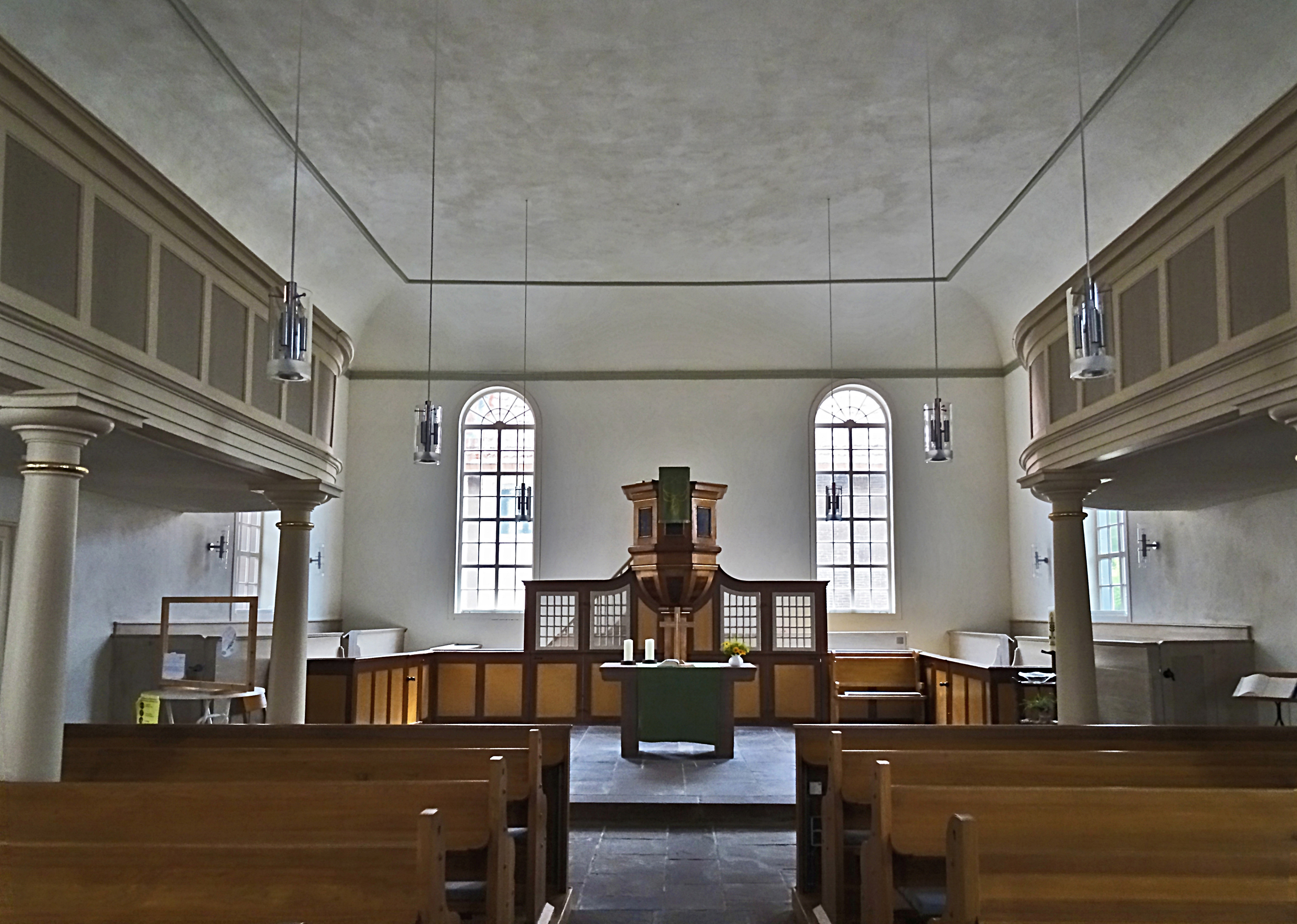
Innenansicht

Die evangelische Christuskirche in Gieselwerder, einem Ortsteil der Gemeinde Wesertal im Landkreis Kassel in Nordhessen, wurde 1813 errichtet. Das Kirchengebäude an der Brückenstraße 4 ist ein geschütztes Kulturdenkmal. Die Kirchengemeinde gehört zum Gesamtverband Oberweser im Kirchenkreis Hofgeismar-Wolfhagen im Sprengel Kassel der Evangelischen Kirche von Kurhessen-Waldeck.

## Beschreibung
Der als klassizistisch eingestufte schlichte Fachwerkbau mit Mittelrisaliten an beiden Längsseiten wird von einem Walmdach mit Wesersandsteinplatten gedeckt. Auf der Dachmitte sitzt ein verschieferter Dachreiter mit kuppelförmiger Haube. Die Risalite mit Dreiecksgiebel dienen als Eingangsvorräume und Emporenaufgänge.
Im Inneren sind an drei Seiten eine Holzempore auf toskanischen Säulen und eine Voutendecke eingebaut. Die achteckige Kanzel steht an der Wandmitte hinter dem Altar. 

## Orgel

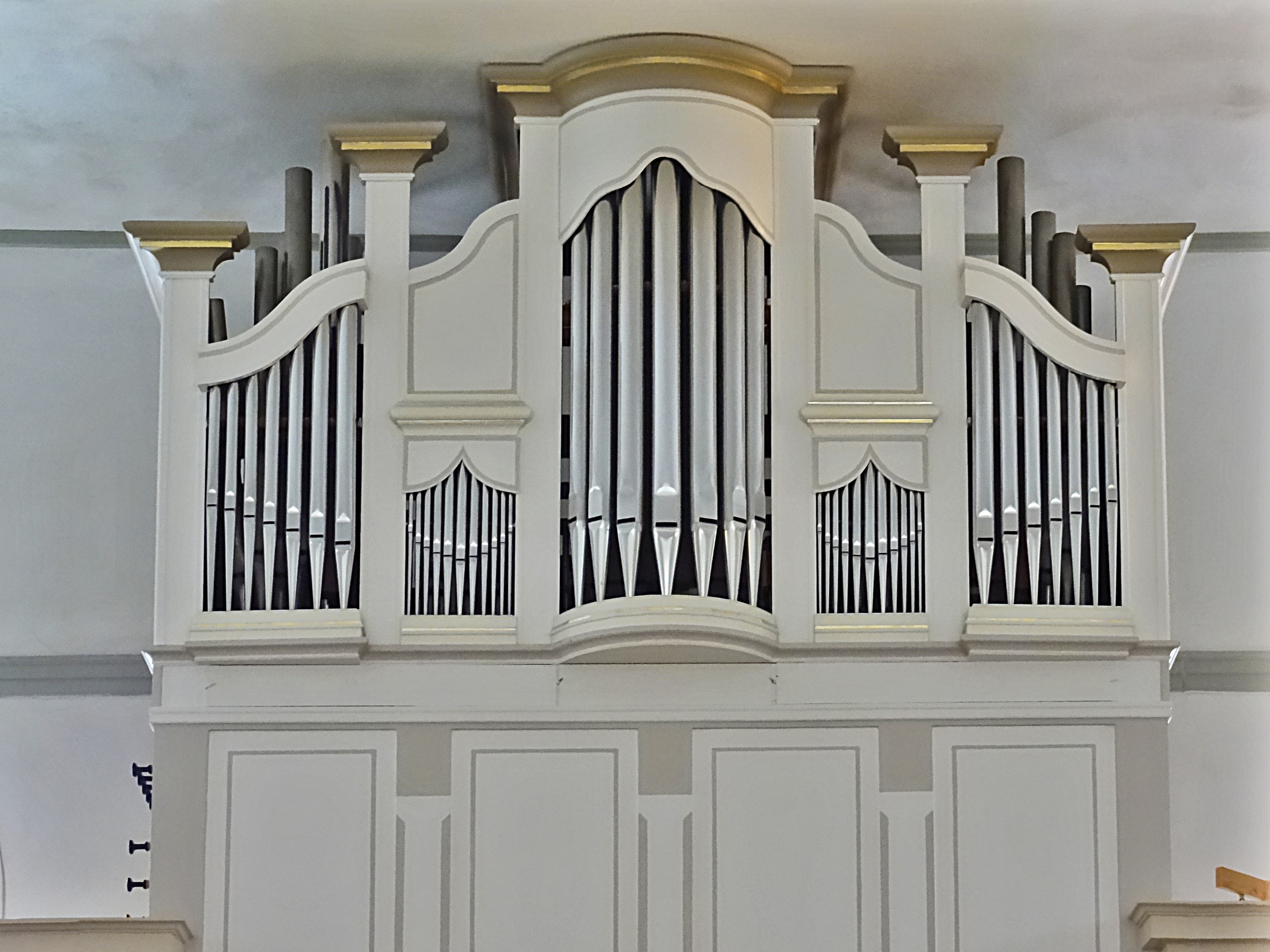
Orgel

Zwischen 1870 und 1890 erhielt die Christuskirche ihre Orgel in barockisierendem Prospekt aus der Werkstatt der Gebrüder Euler in Gottsbüren. Das im 20. Jahrhundert mehrfach veränderte Instrument hat die folgende Disposition:
| I Hauptwerk C–f3 |           |    |
| 1.               | Principal | 8′ |
| 2.               | Gedackt   | 8′ |
| 3.               | Oktave    | 4′ |
| 4.               | Hohlflöte | 4′ |
| 5.               | Mixtur IV |    |

| II Nebenwerk C–f3 |                  |       |
| 06.               | Geigen-Principal | 8′    |
| 07.               | Salicional       | 8′    |
| 08.               | Gemshorn         | 4′    |
| 09.               | Flagolet         | 2′    |
| 10.               | Quinte           | 1 ⁄3′ |

| Pedal C–c1 |            |     |
| 11.        | Subbass    | 16′ |
| 12.        | Octavbass  | 08′ |
| 13.        | Choralbass | 04′ |

- Koppeln: II/I, I/P